# Cnemaspis beddomei
Cnemaspis beddomei е вид влечуго от семейство Геконови (Gekkonidae).

## Разпространение
Видът е разпространен в Индия (Керала и Тамил Наду).